# 오이카미촌
오이카미촌(老上村)은 일본 시가현 구리타군에 설치되었던 촌이다. 현재의 구사쓰시의 일부에 해당한다.